# Дієреза (мовознавство)
Дієре́за (грец. διαίρεσις — «розмежованість», «роздільність») — випадання приголосного при словотворі або відмінюванні; спрощення в групах приголосних для зручності вимови. В українській мові цей термін стосується випадання деяких звуків у межах морфологічної або словотворчої парадигми.

## Історія
Явище спрощення в групах приголосних існувало вже в праслов'янській мові. Більшість цих давніх процесів майже не залишили слідів у сучасній мові і виявляються тільки шляхом порівняння слов'янських лексем зі спорідненими в інших індоєвропейських мовах.
Інші помітні вже в зіставленні з близькоспорідненими мовами: наприклад, спрощення груп приголосних з наступним *l відбулося вже в пізньопраслов'янській період і тільки в східних і південних діалектах, тому воно очевидне в результаті їх порівняння із західними (укр. мило, рос. мыло — пол. mydło, чеськ. mydlo; укр., рос., болг. і серб. шило — пол. szydło, чеськ. šidlo; укр. мів, рос. мёл, болг. мел, серб. мео/meo — пол. miotł).
Лише деякі можуть бути відстежені методом внутрішньої реконструкції, наприклад, плід — плем'я (ранньо-прасл. *plodŏs — *pledmen), сон — спати (прасл. *sъpnъ — *sъpati), ув'янути — ув'ядати (прасл. *uvędnǫti — *uvędati).
Більшість помітних зараз випадків спрощення груп приголосних пов'язані з явищем занепаду редукованих. Після занепаду редукованих наявність кількох приголосних підряд стала ускладнювати вимову, тому вони зазнали спрощення. Іноді в таких словах наявне чергування, тобто звуки збереглися в одній позиції і зникли в другій (сердечний — серце, місто — міський, піст — пісний, тиждень — тижня), в інших випадках спрощення зачепило всю граматичну і словотворчу парадигму (сонце — сонячний).
У деяких словах спрощення можна виявити зіставленням зі словами споріднених мов (рос. сердце — сердечный і укр. серце — сердечний, пол. wschód, рос. восход і укр. схід).

## Приклади
У сучасній українській мові найчастіше спрощуються такі групи: -ждн-, -здн-, -стн-, -стл-, -слн-, у яких випадає середній звук. Наприклад: користь — корисний, тиждень — тижня, честь — чесний, щастя — щасливий, якість — якісний. Це спрощення відбувається у вимові й на письмі. Виняток становлять слова: хвастливий, кістлявий, пестливий, шістнадцять.
Зберігається також -т- і в прикметниках, утворених від іменників іншомовного походження (компостний, контрастний, баластний, форпостний).
У групах приголосних -скн-, -зкв- випадає -к- у дієсловах, утворених за допомогою суфікса -ну- (блиск — блиснути, бризк — бризнути, брязк — брязнути, тиск — тиснути, тріск — тріснути, але випускний).
В українській мові: користний → корисний, обвласть → область, згибнути → згинути, гляднути → глянути, киднути → кинути, утопнути → утонути, солнце → сонце, сердце → серце, честний → чесний.
Не відбуваються зміни (як виняток!), якщо звуки збереглися в позиції, коли після них йдуть голосні або коли вони знаходяться в кінці слова: укр. користуватися, користь, погибати, глядіти, кидати, утопати, серденько, честь.

## В інших мовах
У російській мові: обвращение → обращение, обвоз → обоз, обвязать → обязать, нуждный → нужный, поздно → [пóзнъ].